# دينيس سميث
دينيس سميث (بالإنجليزية: Denis Smith)‏ (19 نوفمبر 1947 المملكة المتحدة - ) هو لاعب كرة قدم بريطاني يلعب كمدافع.

## روابط خارجية
- دينيس سميث على موقع قاعدة بيانات كرة القدم.إي يو (الإنجليزية)
- دينيس سميث على موقع Soccerbase.com (مدرب) (الإنجليزية)
- دينيس سميث على موقع عالم كرة القدم.نت (الإنجليزية)